# یاریم‌قیه
یاریم‌قیه، روستایی است از توابع بخش مرکزی شهرستان خوی استان آذربایجان غربی ایران.
روستایی واقع در دامنه کوه افسانه ای چله خانه می‌باشد. روستا در عرض جغرافیایی ۳۸ درجه و ۳۴ دقیقه شمالی و طول جغرافیایی ۴۴ درجه و ۵۷ دقیقه شرقی بوده و ارتفاع آن از سطح دریا ۱۱۲۷ متر می‌باشد. متوسط بارندگی در پنجاه سال اخیر ۲۸۶/۳ میلی‌متر و متوسط درجه حرارت منطقه حدوداً ۱۲/۴ درجه سانتی‌گراد گزارش شده‌است. یاریم به معنای (نصف) و قیه به معنای (صخره) می‌باشد. نزدیکترین راه صعود به قله و آبشار چله خانه از این روستا می‌باشد. بین روستا و آبشار معروف چله خانه باغ قدیمی روستا به نام (ایمیجه) که از باغات معروف و قدیمی این منطقه می‌باشد قرار دارد که چهار چشمه طبیعی در دل خود جای داده‌است. خشک سالی‌های اخیر نه تنها چشمه‌های این باغ زیبا را کم‌آب کرده‌است بلکه چشمه معروف به (علی بلاغی) و خود چشمه آبشار معروف چله خانه را نیز کم‌آب کرده‌است. متأسفانه کارخانه سیمان نیز که در اراضی این روستا واقع شده‌است اکو سیستم طبیعی این منطقه بکر را به هم زده‌است.

## جمعیت
این روستا در دهستان دیزج قرار داشته و بر اساس سرشماری سال ۱۳۸۵ جمعیت آن ۳۵۷نفر (۷۵ خانوار) بوده‌است.